# Scaptococcus
Scaptococcus är ett släkte av insekter. Scaptococcus ingår i familjen ullsköldlöss.
Kladogram enligt Catalogue of Life:
| Scaptococcus | \| \| Scaptococcus californicus \| \| \| \| \| \| Scaptococcus milleri \| \| \| \| |
|              | \| \| Scaptococcus californicus \| \| \| \| \| \| Scaptococcus milleri \| \| \| \| |
|              | Scaptococcus californicus                                                          |
|              |                                                                                    |
|              | Scaptococcus milleri                                                               |
|              |                                                                                    |